# Nephrotoma ferruginea
Nephrotoma ferruginea är en tvåvingeart som först beskrevs av Fabricius 1805.  Nephrotoma ferruginea ingår i släktet Nephrotoma och familjen storharkrankar. Inga underarter finns listade i Catalogue of Life.